# Mitromorpha separanda
Mitromorpha separanda é uma espécie de gastrópode do gênero Mitromorpha, pertencente a família Mitromorphidae.